# 눈보라 (영화)
"눈보라"는 1968년 공개된 대한민국의 영화이다.

## 배역
- 오영일
- 윤정희
- 박병호